# PAÓK PAE
A PAÓK PAE (görögül: Πανθεσσαλονίκειος Αθλητικός
Όμιλος Κωνσταντινουπολιτών ΠΑΕ, magyar átírásban: Pantheszaloníkiosz Athlitikósz Ómilosz Konsztandinupolitón PAE, nemzetközi nevén: PAOK FC) egy görög labdarúgócsapat, székhelye Szalonikiben található.
Az 1926-ban alapított csapat eddig négy alkalommal nyerte meg a görög bajnokságot (1976-ban Lóránt Gyula vezetésével) és nyolc alkalommal diadalmaskodott a görög kupában.
A PAÓK PAE a PAÓK labdarúgó-szakosztálya.

## Jelenlegi keret
2024. szeptember 16. szerint
| #  |     | Poszt | Név                    |
| -- | --- | ----- | ---------------------- |
| 1  | CZE | K     | Jiří Pavlenka          |
| 2  | GUI | V     | Mady Camara            |
| 4  | PER | V     | Sergio Peña            |
| 5  | GRE | V     | Jánisz Mihajlídisz     |
| 6  | CRO | V     | Dejan Lovren           |
| 7  | GRE | KP    | Jánisz Konsztantéliasz |
| 8  | FRA | KP    | Tiémoué Bakayoko       |
| 9  | RUS | CS    | Fjodor Csalov          |
| 10 | AUT | KP    | Thomas Murg            |
| 11 | BRA | KP    | Taison                 |
| 14 | SRB | V     | Andrija Živković       |
| 15 | GAM | V     | Omar Colley            |
| 18 | USA | V     | Jonathan Gómes         |
| 19 | ESP | KP    | Jonny Otto             |

| #  |     | Poszt | Név                        |
| -- | --- | ----- | -------------------------- |
| 20 | POR | KP    | Vieirinha                  |
| 21 | GHA | V     | Baba Rahman                |
| 23 | ESP | V     | Joan Sastre                |
| 25 | GRE | V     | Konsztantínosz Timánisz    |
| 27 | RUS | KP    | Magomed Ozdojev            |
| 28 | UKR | KP    | Jevhen Sahov               |
| 34 | MAR | CS    | Tarik Tiszudali            |
| 42 | CRO | V     | Dominik Kotarski           |
| 34 | UKR | V     | Jevhen Khacseridi          |
| 47 | ENG | KP    | Shola Shoretire            |
| 54 | GRE | K     | Konsztandínosz Balojánnisz |
| 70 | TAN | CS    | Mbwana Samatta             |
| 71 | ESP | KP    | Brandon Thomas             |
| 77 | BUL | KP    | Kiril Deszpodov            |
| 99 | GRE | K     | Antónisz Cicifísz          |
|    | GRE | KP    | Dimítriosz Pélkasz         |

## Sikerei

### Nemzeti
- Görög bajnok:

4 alkalommal (1976, 1985, 2019, 2024)
- Görögkupa-győztes:

8 alkalommal (1972, 1974, 2001, 2003, 2017, 2018, 2019, 2021)

## Eredményei

### Európaikupa-szereplés

#### Összesítve
| Kupa                               | J   | Gy | D  | V  | Rg  | Kg  |
| ---------------------------------- | --- | -- | -- | -- | --- | --- |
| Bajnokok Ligája                    | 26  | 7  | 9  | 10 | 40  | 45  |
| Bajnokcsapatok Európa-kupája (BEK) | 6   | 1  | 1  | 4  | 5   | 12  |
| Kupagyőztesek Európa-kupája (KEK)  | 18  | 8  | 5  | 5  | 24  | 23  |
| Vásárvárosok kupája                | 6   | 2  | 0  | 4  | 5   | 17  |
| Európa-liga                        | 94  | 38 | 23 | 34 | 130 | 97  |
| UEFA-kupa                          | 62  | 22 | 17 | 23 | 90  | 86  |
| Összesítve                         | 246 | 96 | 67 | 83 | 349 | 310 |

## Játékosok

### A PAÓK korábbi magyar játékosai, edzői
- Lóránt Gyula (1976-ban bajnoki cím)
- Salamon József  (1980-1982 )
- Torghelle Sándor
- Kovács Zoltán